# Hippodamia expurgata
Hippodamia expurgata är en skalbaggsart som beskrevs av Thomas Casey 1908. Hippodamia expurgata ingår i släktet Hippodamia och familjen nyckelpigor. Inga underarter finns listade i Catalogue of Life.